# Anne Hidalgo
Ana María "Anne" Hidalgo Aleu, född 19 juni 1959 i San Fernando i provinsen Cádiz i Spanien, är en spanskfödd fransk politiker. Hon är borgmästare i Paris sedan 2014  och tillhör Socialistiska partiet.

## Biografi

### Uppväxt
Familjen Hidalgo lämnade Spanien 1961, till följd av faderns motstånd mot Francodiktaturen, två år efter Ana Hidalgos födelse. Hon växte upp i ett arbetarkvarter i Lyon, och 25 juli 1973 naturaliserades familjen och fick franskt medborgarskap. I samband med bytet ändrades också namnformen från Ana till Anne Hidalgo.

### Yrkesliv
Efter studier inom arbetsvetenskap och arbetsrätt inledde Hidalgo sin yrkeskarriär som arbetsinspektör vid Arbetsmarknadsinspektionen, l*Inspection de travail. Jobbet fanns i Parisregionen, och Hidalgo flyttade till Paris XVe, ett område som hon senare kom representera som politiker. Arbetsmarknadsinspektionen hade ett brett uppdrag att kontrollera att arbetsgivare efterlever lagstiftning inom arbetsmarknadsområdet, samt ingångna kollektivavtal. Hidalgo blev en av de yngsta inspektörerna, och hon tjänstgjorde 1984−1993. De två sista åren var hon verksam som direktör för det institut som utbildar arbetsinspektörer. Från 1993 arbetade hon vid arbetsmarknadsministeriet (Ministère du Travail) med frågor kring yrkesutbildning. Åren 1995−1996 var hon utsänd till Internationella arbetsorganisationen, ILO, i Genève, innan hon för en kortare period arbetade med personalfrågor i ett privat företag.
Hidalgo blev medlem i det franska socialistpartiet 1994, och med början 1997 arbetade hon i en rad funktioner som politisk tjänsteman. Från 1997 ingick hon i  arbetsmarknadsministern Martine Aubrys stab, där hon bland annat var politiskt sakkunnig för Nicole Péry, statssekreterare för kvinnors rättigheter och yrkesutbildning. År 2000 bytte Hidalgo ministerium och bkev tekniskt sakkunnig till justitieminister Marylise Lebranchu.

### Lokalpolitiker i Paris
I samband med kommunalvalen 2001 kandiderade Anne Hidalgo till kommunfullmäktige i Paris XVe, med stöd av Martine Aubry, dåvarande partisekreterare François Hollande och socialisternas huvudkandidat till borgmästarposten Bertrand Delanoë. Hon toppade valsedeln i sin valkrets, och trots att socialisterna förlorade mot högerpartiet i arrondisementet valdes hon in i kommunfullmäktige. Bertrand Delanoë tillträdde som ny borgmästare och ville satsa på jämställdhet. Han valde Anne Hildago som sin förste vice borgmästare och gav henne ansvar för jämställdhet. Hon fick även uppdraget att se över parisbornas tillgång till kommunala tjänster, en portfölj som på många sätt berör de kommunanställdas arbetsförhållanden.
Under de kommande åren blev Hidalgo socialistpartiets talesperson för yrkesutbildning (2000), innan hon fick det prestigefyllda uppdraget att vara talesperson för kulturfrågor (2003). Vid regionvalen 2004 valdes hon som regionfullmäktige i île-de-France, ett uppdrag som hon behöll ända tills hon tillträdde som borgmästare för Paris.
Vid kommunalvalen 2008 valdes Hidalgo om och fick förnyat förtroende av Delanoë som förste vice borgmästare. Den här gången fick hon ansvar för samhällsplanering och arkitektur.

#### Paris borgmästare
Redan i september 2012 meddelade Anne Hidalgo att hon tänkte kandidera till borgmästare vid kommunalvalen 2014. Den 30 mars 2014 valdes hon till Paris borgmästare; hon efterträdde Bertrand Delanoë och blev den första kvinnan på posten. Hon erhöll 54,3 procent av rösterna, medan hennes motkandidat Nathalie Kosciusko-Morizet fick 45,7 procent.
Hidalgo omvaldes för en andra mandatperiod under de franska kommunalvalen 2020, med 48,4 procent av rösterna i den andra valomgången. Hon ställdes då mot Rachida Dati (LR), som fick 35,62 procent av rösterna, och Agnès Buxyn (LREM) med 13,56 procent. Till följd av coronapandemin var dock röstdeltagandet mycket lågt. Med 36,68 procent var valdeltagandet det lägsta sedan kommunalval infördes i Paris 1977.

#### Politisk inriktning
Hidalgos politik för staden Paris har haft ett fokus på hållbara transporter, med begränsning av biltrafik och äldre fordon, utbyggnad av spårvagnslinjer och cykelbanor samt sänkta priser i kollektivtrafiken för barn, unga och funktionshindrade. Under Hidalgos borgmästarskap har Paris också tagit hem Sommar-OS 2024.